# Château de la Guerrière
Le château de la Guerrière est situé dans la commune de Couzon-au-Mont-d'Or. Il fut construit par la famille du Soleil, sans doute à la fin du XVIIe siècle.

## Historique

Plan daté de 1853

D’abord modeste possession des Buatier, alliés aux Guerrier, célèbre famille d’échevins du XVe siècle, il grandit considérablement au cours du XVIIIe siècle, devenant ainsi, au terme d’une vingtaine d’acquisitions par des familles de la bourgeoisie Lyonnaise, une fastueuse villa à l’italienne avec jardins en terrasse. L’intérieur est agrémenté de fresques mêlant architectures en trompe-l’œil et scènes d’un mariage bourgeois.

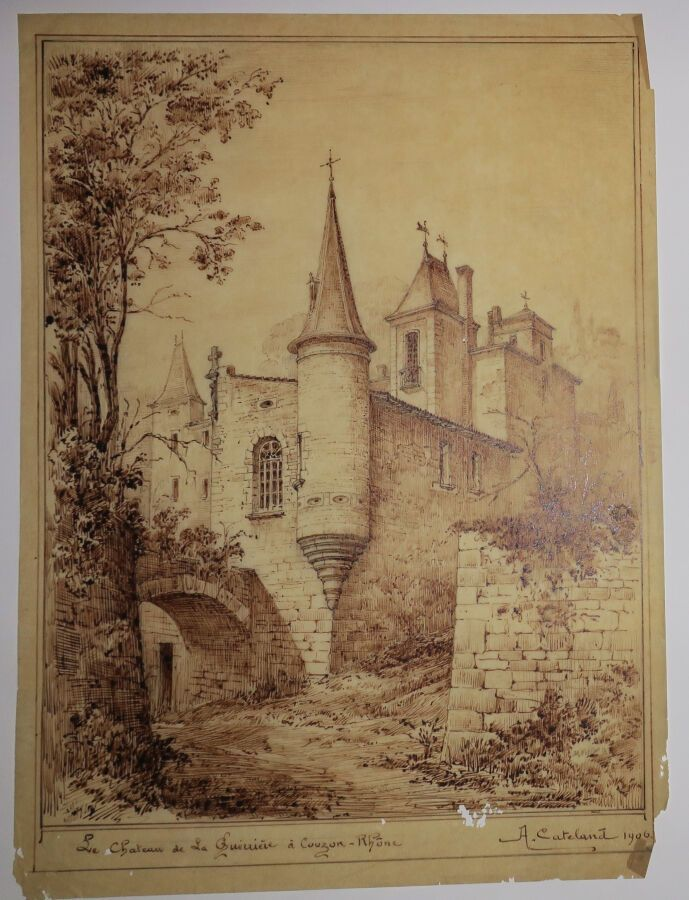
Gravure du château de la Guerrière, Couzon au Mont d'Or.

L'un des propriétaires les plus connus est Jean Terrasse qui le vend en 1640 à J.J. Chomey. Le domaine se transmettra successivement par les femmes de 1640 à 1774. Des Chomey, il passera aux Gayot, puis aux Du Soleil, puis aux Constant. En 1774, c’est François Valesque qui l’achètera. Après trois générations de Valesque, viendront les Durand, les Fayard de Mille, les Olphe-Galliard, les Bizot puis les Bouexic de Pignieux et enfin les Sarton du Jonchay. 
Le monument fait l’objet d’un classement au titre des monuments historiques depuis le 5 juin 1998.
Ce château, propriété privée ne se visite pas.

## Description

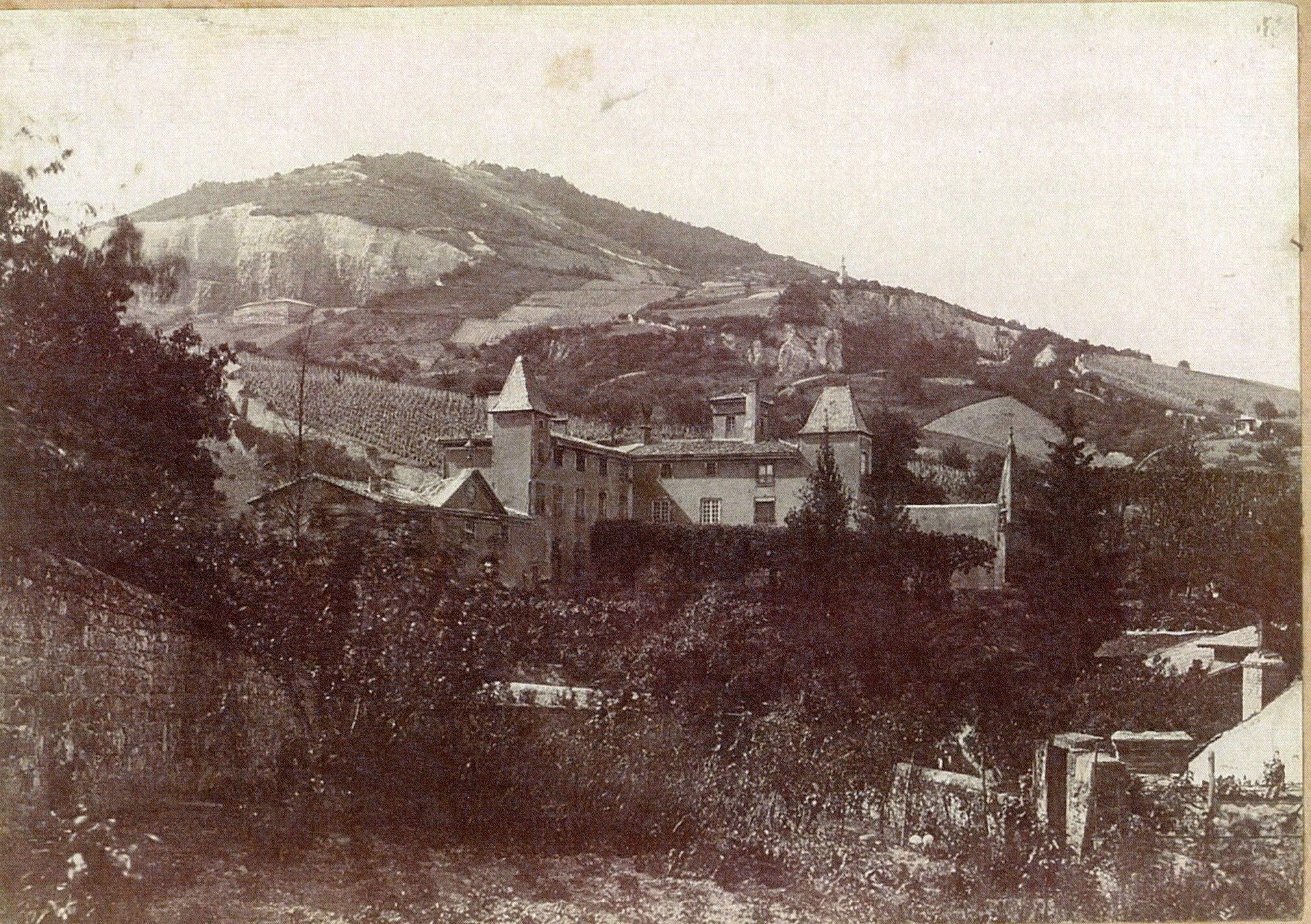
Château de la Guerrière, Couzon au Mont d'or

L'édifice est remarqué par la qualité de ses décors intérieurs et l'ordonnancement de ses jardins clos. Il se compose de deux bâtiments principaux à angle droit dont l'un est prolongé par la chapelle. Le grand salon possède des peintures murales à la détrempe (quatre panneaux représentent des paysages et des architectures) ; le petit salon et la chambre du chanoine sont décorés de boiseries XVIIIe siècle ; la chapelle est ornée de gypseries, ainsi que le petit escalier ; dans la bibliothèque, se trouvent de très belles boiseries provenant de la Charité à Lyon et installées en 1930. À l’intérieur dans un vaste salon, trois panneaux peints retracent le mariage de Reine du Soleil et Jean Baptiste Constant. Ces peintures seraient l’œuvre de Nicolas Servandoni (décédé en 1766), mais aucun acte n’atteste pour l’instant cette paternité.

## Notes et références

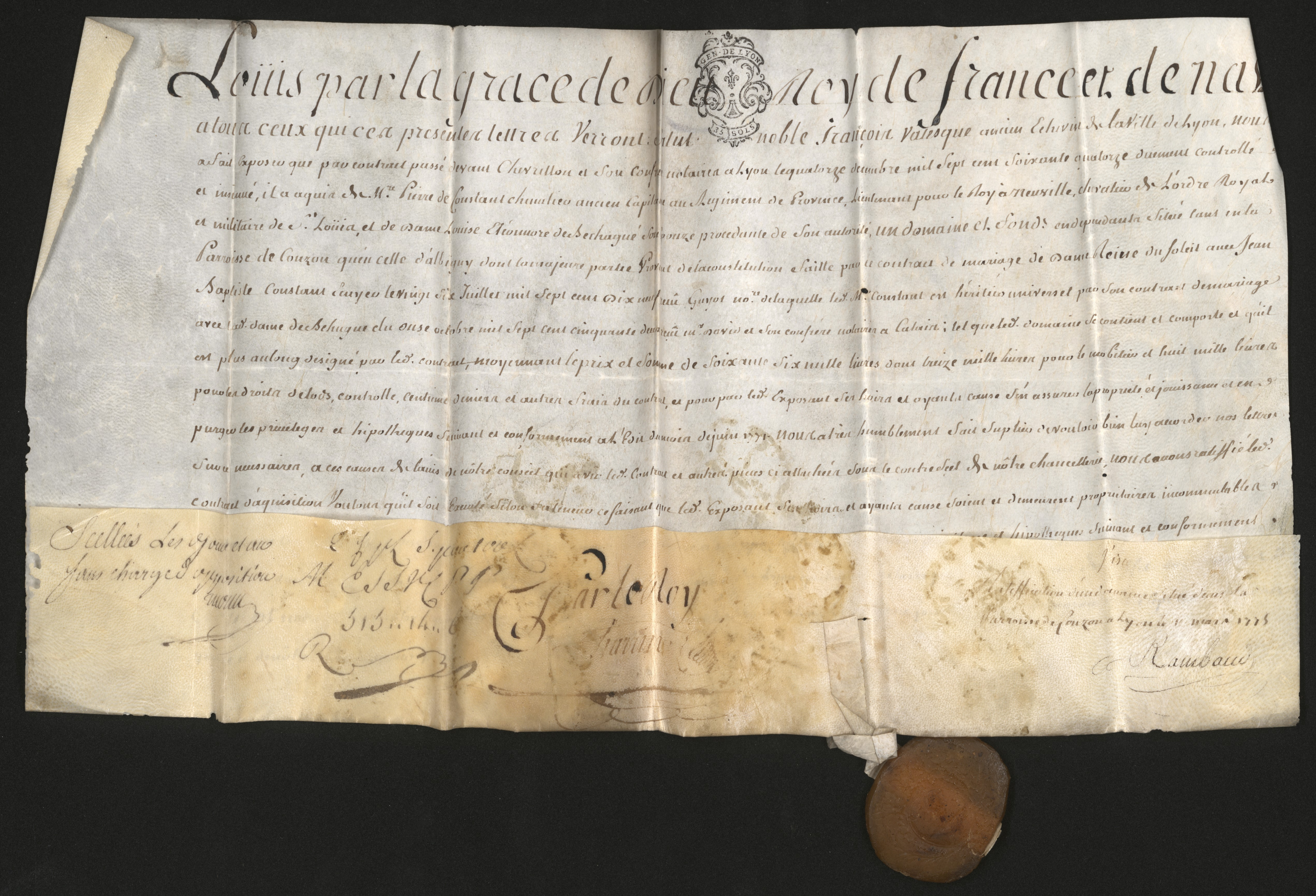
Lettre de ratification du contrat de vente du domaine de la Guerrière, 1775, ADRML, 280 J 87